# Carl-Hans Lungershausen
Carl-Hans Lungershausen, auch Karl-Hans (* 20. Juli 1896 in Darmstadt; † 27. Dezember 1975 in Hamburg) war ein deutscher Offizier, zuletzt Generalleutnant der Wehrmacht.

## Leben
Mit Beginn des Ersten Weltkriegs trat Lungershausen am 4. August 1914 als Fahnenjunker in die Armee ein. Am 18. Juni 1915 (Patent zum 22. Juni 1914) wurde er im Dragoner-Regiment 24 Leutnant und kämpfte an der Ostfront.
In die Reichswehr übernommen, war er der Kavallerie zugeordnet, war, ab 1. April 1925 Oberleutnant. Ab 1930 diente er im Stab der 6. Division. Er wurde am 1. Februar 1931 zum Rittmeister befördert. Am 1. Januar 1936 erfolgte die Beförderung zum Major und er diente bis 1939 als Kommandeur der I. Abteilung des Kavallerie-Regiments 8 (Brieg/Oels). Mit Beginn des Zweiten Weltkriegs wurde das Regiment umgegliedert und in die Aufklärungs-Abteilung 18 bei der 18. Infanterie-Division überführt. Als Oberstleutnant (ab 1. Februar 1939) war er ab Anfang August 1939 Kommandeur der Abteilung. Von Oktober 1939 bis Mitte Dezember 1940 war er IIa (Adjutant) bei der Heeresgruppe B und wurde am 1. November 1940 zum Oberst befördert. Anschließend wurde er in die Führerreserve versetzt.
Ab Juni 1941 war er Kommandeur des Schützen-Regiments 7 bei der 7. Panzer-Division und war dort ab 1. April 1942 Kommandeur der 7. Schützen-Brigade.
Anschließend wurde er nach Afrika zur 164. leichte Afrika-Division kommandiert. Er war vom 10. August 1942 bis 31. August 1942 Kommandeur der 164. leichte Afrika-Division. Von Anfang September 1942 bis zu einer Verwundung Anfang Dezember 1942 war er wieder Kommandeur der 164. leichten Afrika-Division. Unter seiner Führung kämpfte die Division Ende Oktober 1942 bis Anfang November 1942 in der zweiten Schlacht von El Alamein. Im Oktober 1942 wurde Lungershausen zum Generalmajor befördert. Aufgrund Seiner Verwundung Anfang Dezember 1942 bis Ende Dezember von Oberst Siegfried Westphal und dann bis Mitte Januar 1943 von Oberst Kurt Freiherr von Liebenstein vertreten, Lungershausen konnte dann aber doch nicht mehr nach Afrika zurückkehren und wurde fortan in Europa eingesetzt. Nach Abgabe des Kommandos Mitte Februar 1943 kam er erneut in die Führerreserve.
Am 12. Mai 1943 wurde auf Sardinien aus der Sturmbrigade XI die Division Sardinien aufgestellt und unter das Kommando von Lungershausen gestellt. Aus der Division Sardinien wurde Anfang Juli 1943 die 90. Panzergrenadier-Division aufgestellt, welche er bis 10. Dezember 1943 führte und wo er am 1. September 1943 zum Generalleutnant befördert wurde. Die Division nahm unter seinem Kommando den Rückzug von Sardinien und später von Korsika vor und zog sich bis auf das italienische Festland in die Region Abruzzen zurück. Zum Zeitpunkt der Kommandoübergabe war die Division in der Schlacht um Ortona eingebunden. Ab Dezember 1943 war er für sechs Monate in der Führerreserve. Am 1. Juli 1944 wurde er zum Oberbefehlshaber Südwest (Generalfeldmarschall Kesselring) kommandiert und hier Inspektor der italienischen Verbände bei Oberbefehlshaber Südwest. Ab 1. März 1945 wurde er des Kommandos enthoben und nach Deutschland geschickt. Bis Kriegsende erhielt er kein weiteres Kommando mehr.
Nach dem Krieg wohnte er in Hamburg-Wellingsbüttel.
Ab 1956 erst Leiter der Sektion Hamburg, war er von 1958 bis 1966 zugleich Landesbeauftragter der Gesellschaft für Wehrkunde für Schleswig-Holstein und Hamburg.
Am 23. November 1966 wurde er mit dem Verdienstkreuz 1. Klasse ausgezeichnet. Die Stadt Hamburg ehrte ihn 1977 mit der Benennung des Lungershausenwegs im Stadtteil Poppenbüttel.
Carl-Hans Lungershausen wurde auf dem Friedhof Volksdorf beigesetzt.